# Собор Христа Царя (Паневежис)
Собор Христа Царя (лит. Kristaus Karaliaus katedra), Собор Паневежиса — католический собор в городе Паневежис, Литва. Кафедральный собор епархии Паневежиса, построен в 1926—1933 годах.

## История
В 1860 году епископ Мотеюс Валанчюс начал приготовление к постройке новой католической церкви в Паневежисе, однако после подавления восстания 1863 года царское правительство запретило строительство новых католических церквей и закрыло большую часть католических монастырей. В результате на весь Паневежис осталась единственная действующая католическая церковь — апостолов Петра и Павла, которая не могла вместить всех прихожан города. После многочисленных прошений в 1904 году наконец было получено разрешение на постройку новой церкви. Храм, который должен был получить имя святого Станислава, начал строиться, однако во время Первой мировой войны строительство было заброшено.
В 1926 году уже в независимой Литовской Республике была образована отдельная епархия Паневежиса. Было принято решение перестроить недостроенную церковь св. Станислава в новый кафедральный собор, архитектурный проект здания был при этом существенно изменён. 30 июня 1933 года новый собор был освящён во имя Христа Царя. Майронис в связи со строительством собора написал гимн Христу Царю. Работы над интерьером продолжались до 1939 года.

## Архитектура
Собор построен в необарочном стиле. Здание храма имеет 55 метров в длину, 27 метров в ширину и 16 метров в высоту. Главной архитектурной доминантой храма служит мощная центральная колокольня над главным фасадом высотой 55 метров. Колокольня трехъярусная, квадратная в плане, увенчана шатровым завершением с крестом. Над пресвитерием также находится небольшая башенка. В колокольне располагаются 4 колокола, отлитые в 1931 году в немецком городе Апольда. Крупнейший колокол, названный в честь Христа-Царя, весит 1628 кг. Три прочие названы в честь Пресвятой Девы Марии (771 кг), Святого Казимира (434 кг) и Святого Станислава (301 кг). Также на главном фасаде по бокам от колокольни расположены две трёхметровые статуи — папы Пия XI и блаженного Юргиса Матулайтиса.
Собор — трёхнефный, нефы разделены квадратными в плане колоннами. Потолок украшен фресками с преобладанием голубого цвета, создающего иллюзию неба. Фреска над пресвитерием изображает сцену явления Святого Казимира солдатам Великого княжества Литовского под Полоцком в 1518 году. Главный алтарь расположен под богато декорированным киворием и украшен высокой статуей Христа Царя, авторства Юозаса Зикараса. Боковые алтари, посвящённые Пресвятой Деве Марии и Франциску Ассизскому, выполнены из резного дуба. Орган собора построен в 1931 году в Кёнигсберге и насчитывает три мануала.